# 広島市立向洋新町小学校
広島市立向洋新町小学校（ひろしましりつ むかいなだしんまちしょうがっこう）は、広島県広島市南区向洋新町一丁目にある市立小学校。

## 概要
母体小学校にあたる広島市立青崎小学校の児童数が増加したため、平成8年度に分離され開校した。
クラブ活動には、 ボールゲーム・スナッグゴルフ、ミニバスケット、ソフトバレー・バドミントン、卓球、茶道、和太鼓、工作・切り絵、百人一首、囲碁・将棋がある。

## 所在地
広島県広島市南区向洋新町一丁目6-2

## 通学区域
- 広島市南区
  - 向洋新町一丁目～向洋新町四丁目、向洋沖町、月見町[3]
  - 向洋大原町は指定学校変更許可区域に指定されているため、　　　　　　　　　　　同町の児童は広島市立向洋新町小学校への通学も可能[4]。

## 進路
卒業生は基本的に広島市立大州中学校に進学する。バス通学する生徒も多い。